# Мітельник вовнистоцвітий
Мітельник вовнистоцвітий, віниччя шерстисте як Kochia laniflora (Bassia laniflora) — вид рослин з родини амарантових (Amaranthaceae), поширений у Євразії.

## Опис

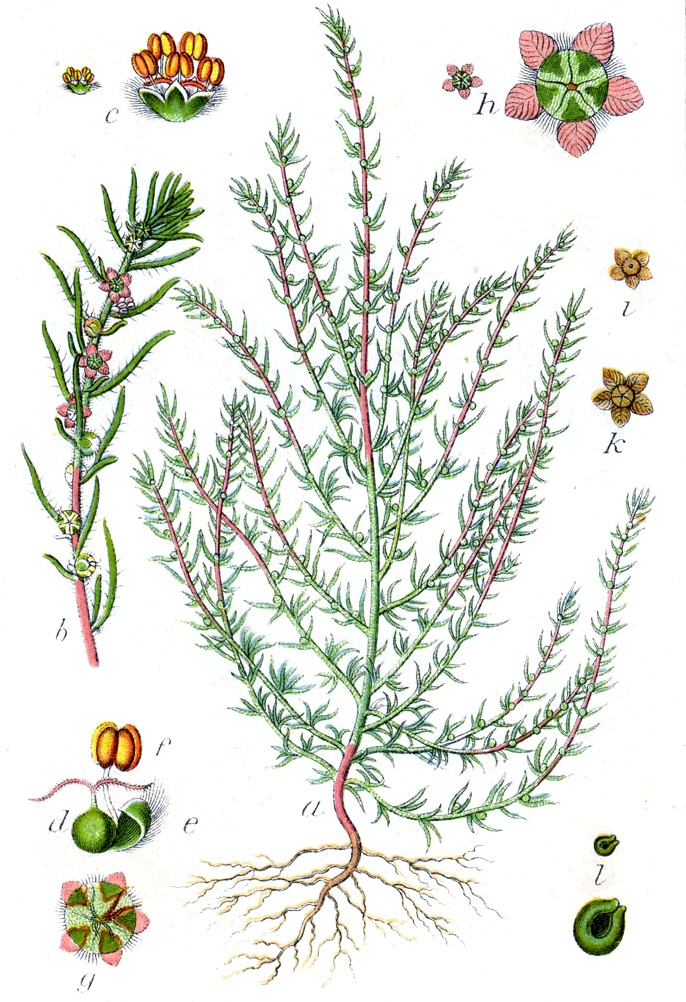

Однорічна рослина заввишки 5–80 см. Стебло кучеряво-коротко-волосисте. Листки лінійно-ниткоподібні або ниткоподібні, товстуваті, волосисті, в пазухах з облиственими укороченими гілками. Квітки по 1–3 в клубочках, зібраних у переривчасто-колосоподібне довге суцвіття. Оцвітина волосиста, при плодах на спинці з крилоподібним, нерівно-зубчастим придатком. Листки 10–20 мм завдовжки, сидячі. Плоди — невеликі сім'янки.

## Поширення
Поширений у Європі крім півночі та в зх.-цн. і цн. Азії (Грузія, Азербайджан, Казахстан, пд. Сибір, зх. Монголія).
В Україні вид зростає на пісках, піщаних степах, долинах річок, у борах — на всій території крім гірських районів.